# Krammer
Il Krammer è un lago del delta del Reno, della Mosa e della Schelda nei Paesi Bassi. È situato tra l'isola di Goeree-Overflakkee, parte della provincia dell'Olanda Meridionale, e la ex-isola di Sint-Philipsland, parte della provincia  della Zelanda ed è attraversatto dalla diga Philipsdam. La parte a nord della diga è costituita da acqua salata mentre la parte a sud, la più grande, è costituita da acqua dolce.
Fino al 1967, il Krammer era una porzione di fiume soggetta alla marea. Col Piano Delta è stata modificata tutta l'idrografia della zona. Oggi costituisce la parte ovest del Volkerak, lago d'acqua dolce e si connette a est col Grevelingenmeer, lago di acqua di mare, attraverso la diga Grevelingendam.